# Diarthrodes gurneyi
Diarthrodes gurneyi är en kräftdjursart som beskrevs av Lang 1948. Diarthrodes gurneyi ingår i släktet Diarthrodes och familjen Thalestridae. Inga underarter finns listade i Catalogue of Life.